# 恵那峡大橋
恵那峡大橋（えなきょうおおはし）は、岐阜県中津川市の木曽川に架かる橋である。恵那峡県立自然公園内の景勝地である恵那峡にある。赤色の1連上路アーチ橋であり、大井ダムのダム湖に架かり、恵那市中心部と中津川市蛭川を結ぶ主要路の一つで、恵那峡ワンダーランドなどへのアクセス道路である。
大井ダムと恵那峡大橋の間には、かつて恵那峡ロープウェイがあり恵那峡ランド（現在の恵那峡ワンダーランド）へのアクセスや、恵那峡大橋開通までの地元住民の生活の足として役割を担っていたが、廃止されている（恵那峡ワンダーランドの説明では休止）。橋の下流側の右岸に2011年（平成23年）3月にオープンした観光施設の「恵那峡天界苑」があり、上流側の右岸にはドライブインと恵那峡の展望台がある。

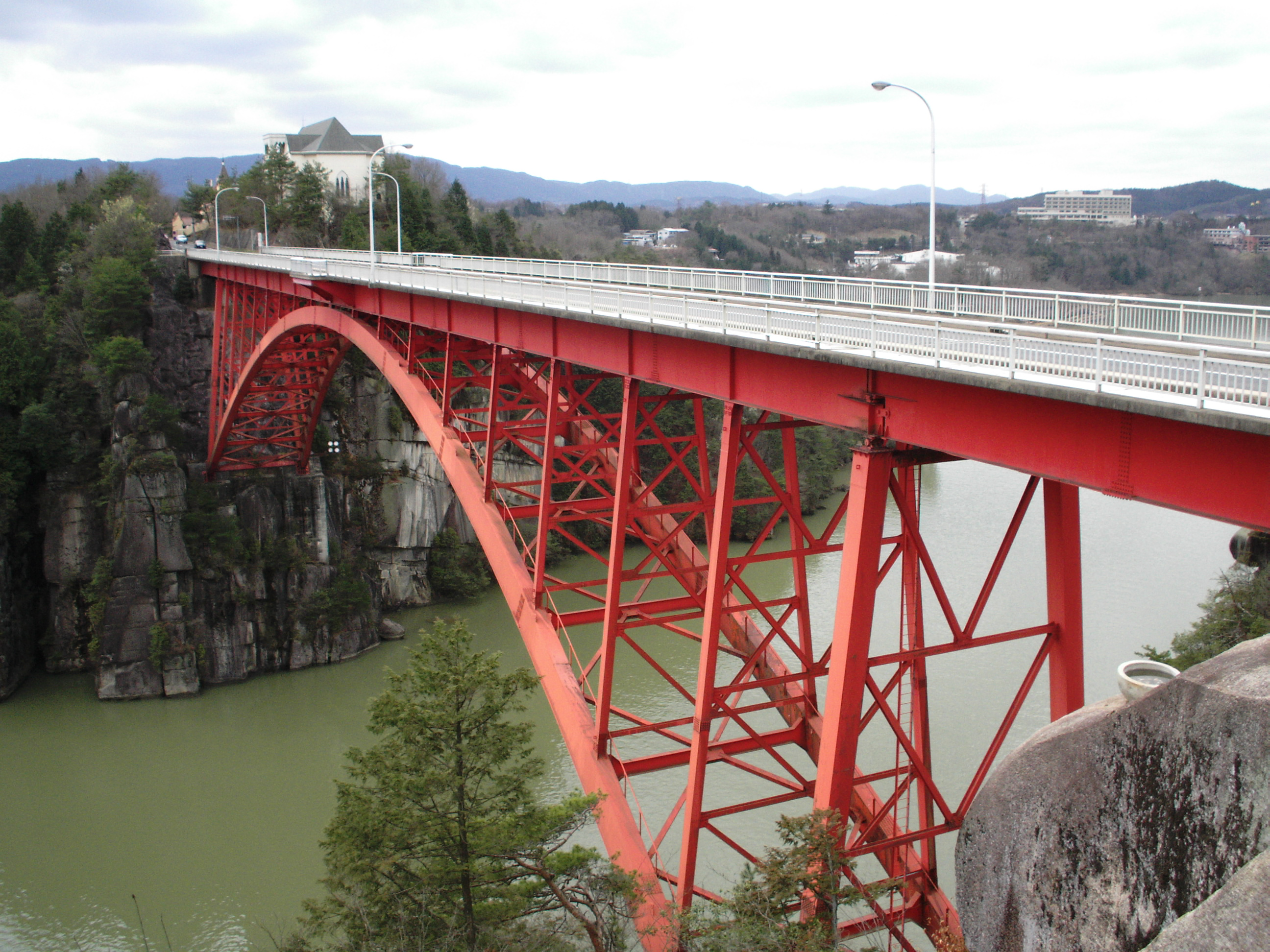
右岸上流側から望む恵那峡大橋
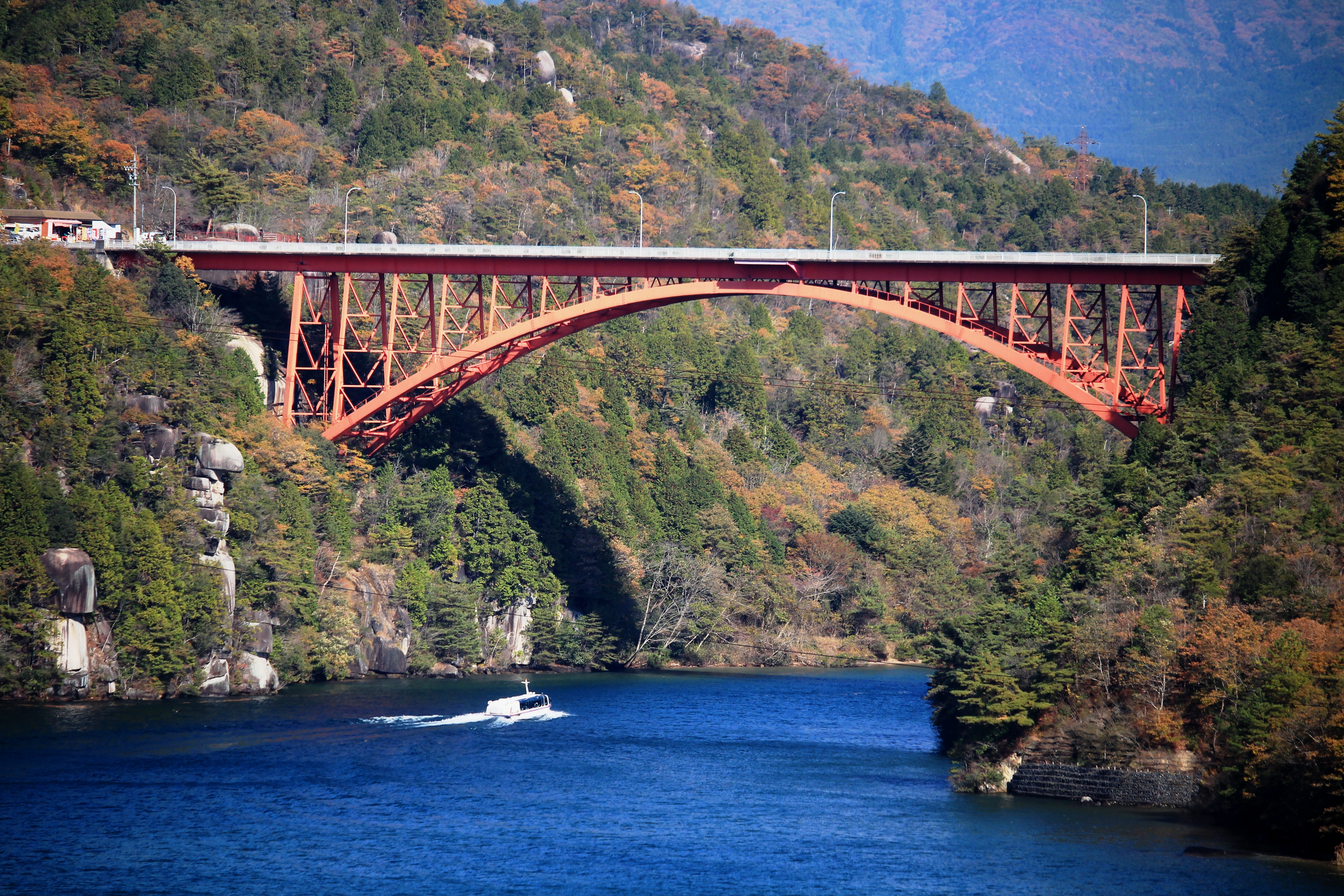
下流側から望む恵那峡大橋と遊覧船
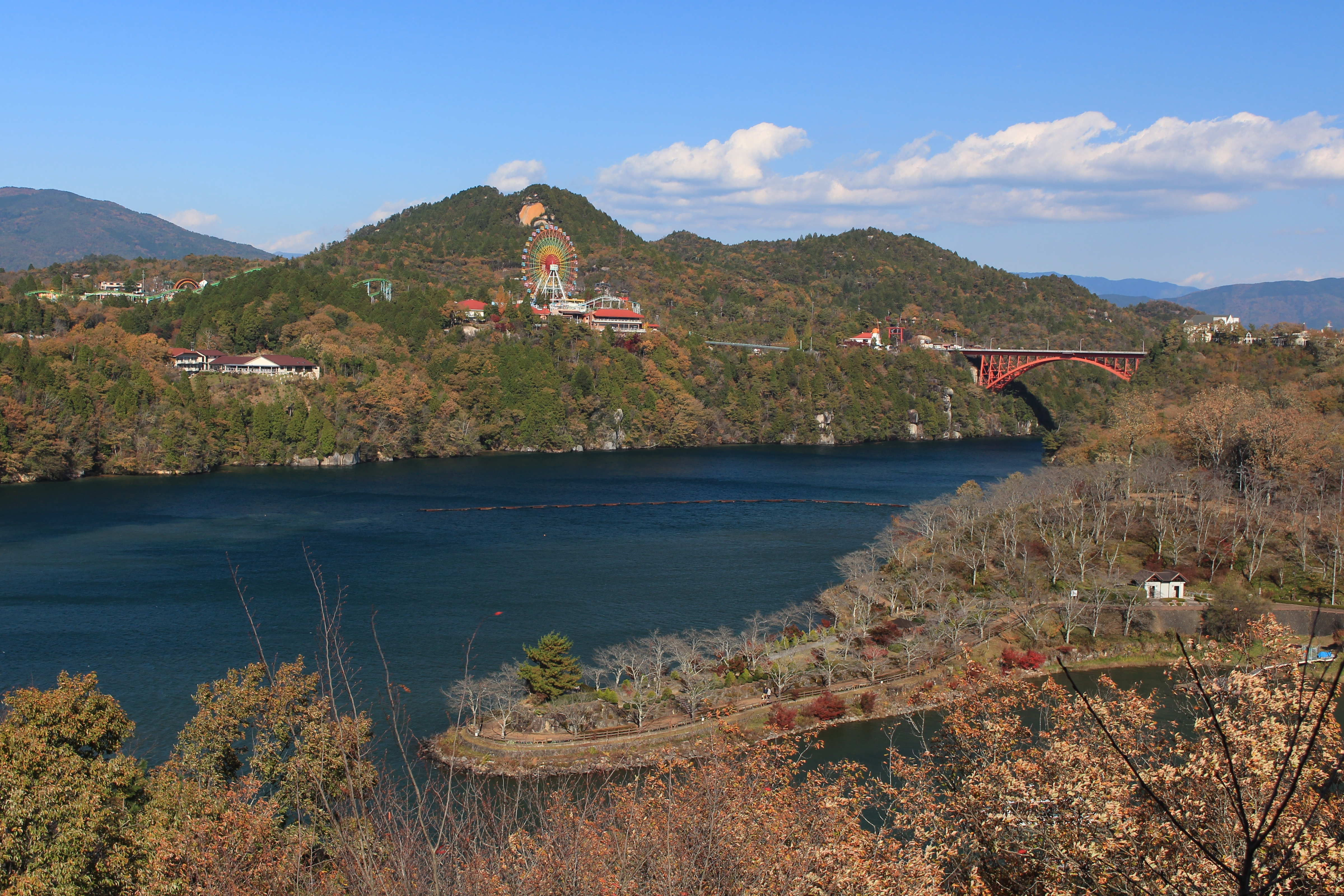
木曽川下流側左岸から望む恵那峡ワンダーランドと恵那峡大橋
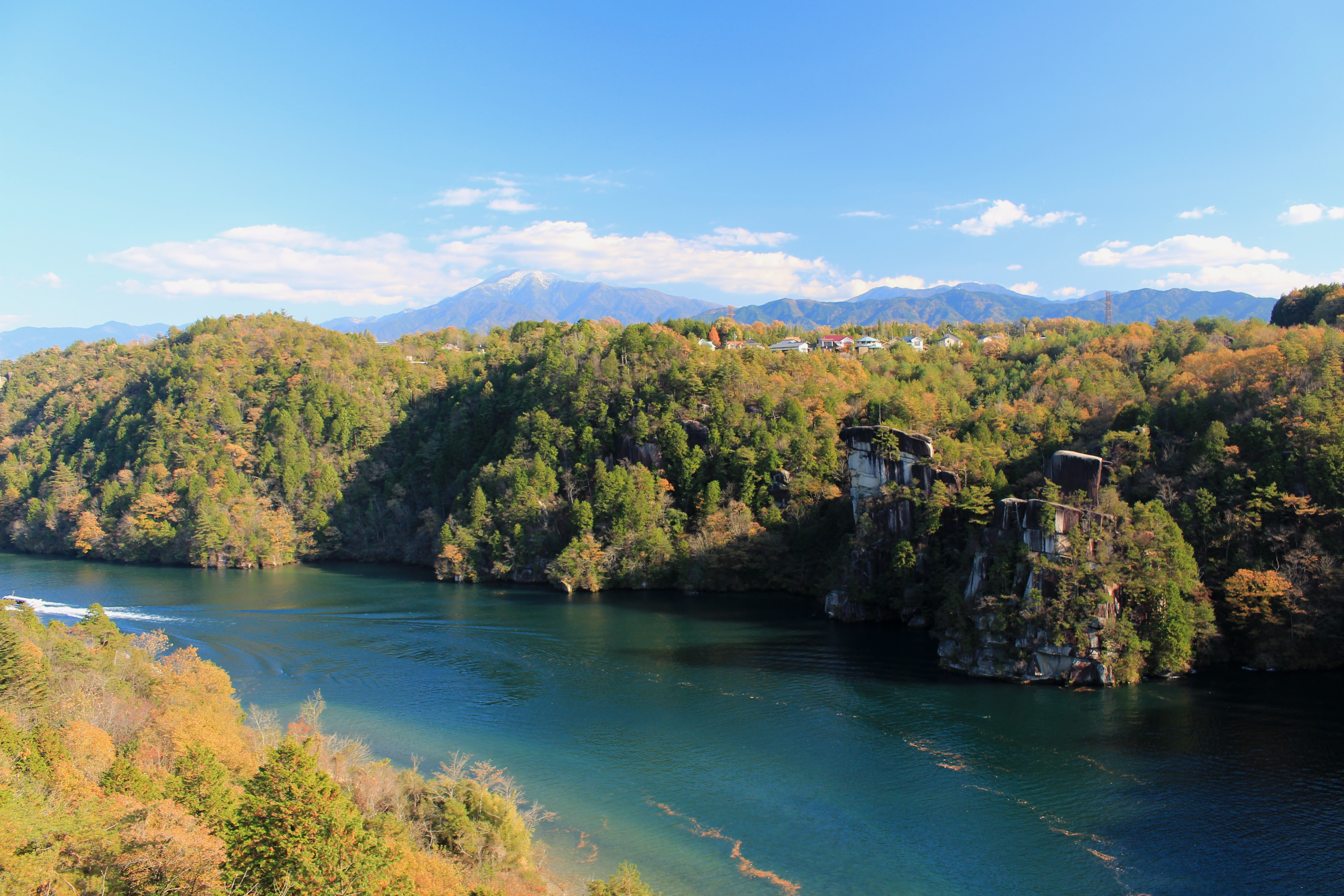
恵那峡大橋の上流右岸に隣接する展望台から望む恵那峡（左：獅子岩と右：将軍岩）と遠景の恵那山

## 概要
- 供用 ：1977年（昭和52年）[2]
- 延長：193.0m
- 幅員：6.0m

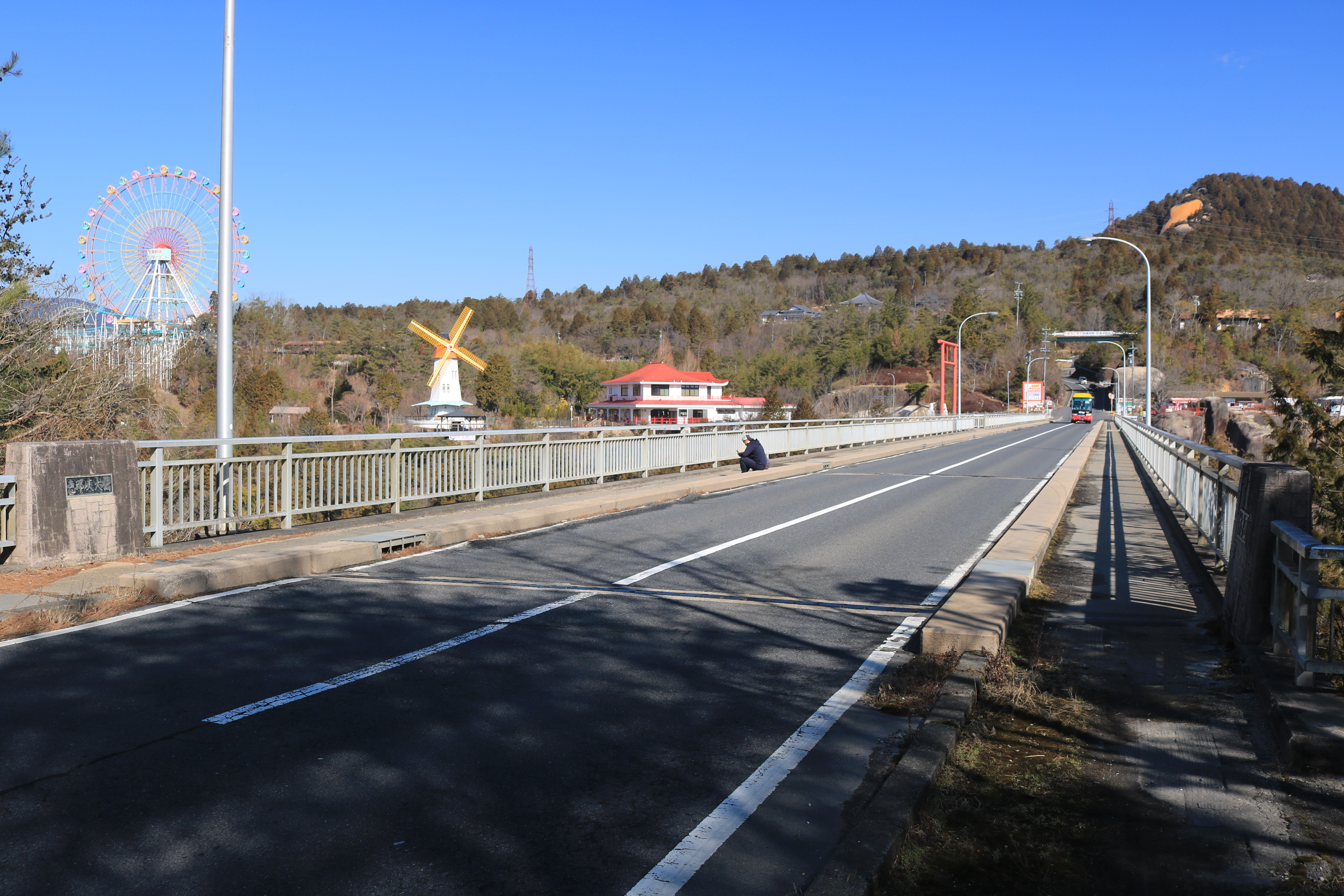
幅員が6m

- 区間：岐阜県中津川市蛭川 - 中津川市茄子川